# CRドラム海物語
『CRドラム海物語』（シーアールドラムうみものがたり、英: Drum Sea Story）は、2017年8月21日にサンスリーから発売されたデジパチタイプのパチンコ。

## シリーズ
『CRドラム海物語』の後継機として以下の機種が発売され、シリーズ化されている。
CRドラム海物語 BLACK
2018年3月5日発売。『CR大海物語BLACK ライト』の要素を取り入れた機種。
PAドラム海物語 IN 沖縄
2019年2月4日発売。
Pドラム海物語 IN 沖縄 桜バージョン
2019年8月5日発売。『PAドラム海物語 IN 沖縄』に『CRスーパー海物語 IN 沖縄4 桜バージョン』の要素を取り入れた機種。
PAドラム海物語 IN JAPAN
2020年11月2日発売。『Pスーパー海物語 IN JAPAN2』の要素を取り入れた機種。b時短（遊タイム）とc時短（突然時短）が搭載されている。

## 機種一覧
| 名称                         | 発売          |
| ---------------------------- | ------------- |
| CRドラム海物語 229バージョン | 2017年8月21日 |
| CRAドラム海物語 99バージョン | 2017年8月21日 |
| CRAドラム海物語 77DS         | 2017年8月21日 |

## 概要
海物語シリーズ初のドラム機。229バージョン、99バージョン、77バージョンの3種類が発売された。演出等は主に『CRまわるんパチンコ大海物語3』が基になっている。
77バージョンはサンスリーとダイナムが共同で開発した機種である。通常時の大当たり確率を高くすることで、大当たりを体感しやすくなることを重視して作られた。
盤面はメガパトサイクロンZ枠が使用されており、ドラム上部にはパールフラッシュとメガパトが搭載されている。ドラム手前には、イルミ魚群演出に用いられている湾曲導光板が設置されている。通常時にも保留が8個溜められる仕様になっている。

## 図柄
2図柄、6図柄、8図柄はLUCKYとなる。1図柄、3図柄、5図柄はSUPER LUCKYとなる。7図柄はGREAT LUCKYとなる。その他図柄に関しては各項目を参照。
- 1. タコ
- 2. ハリセンボン
- 3. カメ
- 5. エビ
- 6. アンコウ
- 7. シュゴン
- 8. エンゼルフィッシュ
- チビザメ

中央リールにのみ存在する。中央部に停止するとさまざまな演出が発生する。
- チャンス

全リールに存在する。中央部で揃うと演出が発生する。

### 大当たり表示とラウンド数
| 型式 | GREAT LUCKY | SUPER LUCKY | LUCKY |
| ---- | ----------- | ----------- | ----- |
| SCA  | 15R         | 10R         | 5R    |
| SBB  | 15R         | 8R          | 6R    |
| 77DS | 15R         | 7R          | 5R    |

## 予告演出
予告なし
リーチ成立直後に演出が起こらないこと。ノーマルリーチ発展濃厚となる。
泡予告
ドラムと周辺が青く光りながら泡音が鳴る演出。期待度は低い。
イルミ魚群予告
リール部分の湾曲導光板に紫色のイルミ魚群が出現する演出。期待度が高い。
ステップアップ予告
リーチ成立時に3段階のステップが発生する演出。
ステップ1は、シングルリーチが発生する。
ステップ2は、リールが変動しシングルリーチからダブルリーチに変化する。
ステップ3は、リールが再び変動し奇数図柄のみのダブルリーチに変化する。
演出発生中にリールから発光されるフラッシュの色によって期待度が変化する。
スーパーリーチ発展あおり予告
リーチ成立時、左右のリールが震えながらスーパーリーチ発展を煽る演出。この時にリールからの発光しているフラッシュの色によって期待度が変化する。ボイスがある場合もセリフによって期待度が変化する。
魚群タイマー予告
保留ランプの左側にあるセグのタイマーが発動し、カウントダウンが始まる演出。
遅れ予告
変動開始時にBGMの始まりが遅れる違和感演出。
滑り予告
右レールが効果音とともに半コマ進みあるいは半コマ戻ってリーチがかかる演出。
7図柄あおり予告
7図柄でのリーチ成立を煽る演出。リーチが成立すれば期待度が高くなる。ST中にリーチが成立すれば大当たり濃厚となる。

## 保留先読み予告
チャンス目予告
チャンス目（同一図柄が非テンパイ形で液晶画面内に3つ停止）が停止する演出。連続するほど期待度が高くなる。発生した際にはリールからエフェクトが発光し、光の色によって期待度が変化する。緑色のエフェクトの場合は期待度が高い。
保留変化予告
保留ランプの色が変化する予告。色によって期待度が変化する。
変動順変化予告
変動開始時のリールの変動順が通常とは異なる演出。
バウンドストップ予告
図柄停止時、左右どちらかのリールがバウンドして停止する演出。左右どちらのリールでも発生すると期待度が高くなる。
魚影予告
変動中にリールの部分に白いイルミ魚群が出現する演出。魚群出現の期待度が高くなる。
サウンドエフェクト予告
変動開始時に通常とは異なるサウンドエフェクトが鳴る演出。
ランプ変化予告
変動開始時、リールの区切りになっている4本のランプが発光する演出。光の色によって期待度が変化する。
ロゴフラッシュ予告
変動中にリールの上部にある「海物語」と書かれたロゴが1文字ずつ発光する演出。3文字とも発光すれば期待度が高くなる。
消灯予告
ハズレ目停止時にリールが消灯する演出。サイクロンボタンリーチに発展する。
ロックゾーン
一部のリールがロックされた状態で変動する演出。通常は左リールがロックされるが、右リールがロックされると期待度が高くなる。
ウェーブゾーン
変動中にリールがウェーブを起こし、全体が青色になる演出。湾曲導光板が白く点滅すれば期待度が高くなる。
カウントダウンゾーン
中央リールの中央部にカウントダウン形式で3図柄、2図柄、1図柄の順番に停止する演出。1図柄まで停止すると期待度が高くなる。
チャンス図柄予告
チャンス図柄が揃って停止する演出。スーパーリーチ発展濃厚となる。
レッツチビザメ
中央リールの中央部にチビザメ図柄が停止する演出。スーパーリーチ発展濃厚となる。
スペシャル魚群タイム
保留が8個溜まると突入する場合がある特殊ゾーン。リーチが成立するとボタンプッシュが促され、スペシャル魚群が発生すると大当たり濃厚となる。

## リーチ演出
ノーマルリーチ
特に何も起こらないリーチ演出。期待度は低い。シングルリーチ及びダブルリーチのどちらからも発展する。
渚リーチ
シングルリーチから発展する。中央リールがコマ送りで上下に動く演出。5図柄が中段ラインでリーチになると期待度が高くなる。
さざ波リーチ
シングルリーチから発展する。左リール、中央リール、右リールの順にリールが揺れる演出。3図柄が中段ラインでリーチになると期待度が高くなる。
スーパー渦潮リーチ
シングルリーチから発展する。左リールが逆回転、右リールが正回転する演出。発生した時点で期待度が高い。
大波リーチ
ダブルリーチから発展する。中央リールが低速回転する演出。
スーパードキドキリーチ
ダブルリーチから発展する。中央リールと右リールがコマ送りになる演出。発生した時点で期待度が高い。
サイクロンボタンリーチ
ハズレ目停止後にリールが消灯することで発展する。サイクロンボタンを回すのを促され、回して図柄が揃うと大当たりとなる。
一撃リーチ
1・2・3の順目が停止すると発展する。リーチ成立後、中央リールが高速回転しボタンプッシュが促される演出。
押しボタン演出
スーパーリーチに発展した際にボタンプッシュを促される演出。ボタンを押すと泡またはイルミ魚群が出現する。

## プレミアム演出
イルミ魚群系プレミアム
イルミ魚群予告に関するプレミアム演出。数種類存在する。
金魚群
金色のイルミ魚群が出現する演出。
連続魚群
ノーマルリーチ中にイルミ魚群が3回連続で出現する演出。
スペシャル魚群
スペシャル魚群タイム中専用演出。
虹色のイルミ魚群が出現する演出。
サムプレミアム
リーチ中にサムが出現する演出。
ボイスプレミアム
変動開始時などにマリン、ワリン、ウリンのいずれかのボイスが流れる演出。
枠外プレミアム
図柄が枠外で揃った場合、効果音の後に図柄が枠内に移動し大当たりとなる演出。必ず発生する訳ではない。
チビザメ停止
大波リーチ中に中央リールの中央部にチビザメ図柄が停止する演出。
全回転リーチ
図柄が揃った状態で変動する演出。ノーマルリーチから再始動が発生すると発展する
逆変動
変動時にリールが逆回転する演出。

## 大当たりラウンド演出
パールフラッシュチャンス
大当たりラウンド中にパールフラッシュが発生する昇格演出。発生すると15ラウンド大当たりに昇格する。

## その他演出
再始動
リーチが外れた際に、中央リールが再び動き出して大当たりになる演出。ダブルリーチで発生した場合は奇数図柄での大当たりとなる。

## 可動役物

### パールフラッシュ
ドラム上部にある役物。変動時の一発告知としての機能を果たしており、演出が発生した時点で大当たり濃厚となる。一発告知にはショート、ロング、メロディ調の3種類があり、ショートは大当たり濃厚、ロングは奇数図柄での大当たり濃厚となる。メロディ調の告知音の場合は15ラウンド大当たり濃厚となる。

### メガパト
パールフラッシュの上部に設置されているパトランプの役物。発光しながら回転すると15ラウンド大当たり濃厚となる。

## 大当たり・確変・時短
ST機となっており、大当たりラウンド終了後は必ず電サポ（ST+時短）に突入する。電サポの回数は機種によって異なる。229バージョンは、20回のSTと80回の時短に突入する。99バージョンはラウンド数によって異なり、15ラウンド大当たりの場合は8回のSTと92回の時短に突入し、8ラウンド及び6ラウンド大当たりの場合は8回のSTと32回の時短に突入する。77バージョンは、8回のSTと32回の時短に突入する。

## プレミアムラウンド
- 1回目：「海物語リミックス」
- 2連荘達成：マリンが歌う「海物語 〜Go!Go! SEA STORY〜 エレクトロMix」
- 3連荘達成：ウリンが歌う「キラキラ☆彡ハッピー」
- 4連荘達成：マリン（葉月ゆら）が歌う「ラブ☆ダッシュ」
- 5連荘達成：マリンが歌う「『だいすき』って気持ち」
- サムプレミアムでの大当たり：サムが歌う「サムのムキムキエブリデイ」

## スペック
| 型式                         | 型式                         | SCA                               | SBB                                                                           | 77DS                           |
| ---------------------------- | ---------------------------- | --------------------------------- | ----------------------------------------------------------------------------- | ------------------------------ |
| 特賞種別                     | 特賞種別                     | デジパチ                          | デジパチ                                                                      | デジパチ                       |
| 大当たり確率                 | 通常時                       | 1/229.9                           | 1/99.9                                                                        | 1/77.741                       |
| 大当たり確率                 | 高確率時                     | 1/24.3                            | 1/16.1                                                                        | 1/19.9                         |
| タイプ                       | タイプ                       | ライトミドル                      | 遊パチ                                                                        | 遊パチ                         |
| 賞球数                       | 賞球数                       | 4 & 2 & 12 & 3                    | 4 & 2 & 11 & 3                                                                | 4 & 2 & 9 & 3                  |
| ラウンド・カウント数         | ラウンド・カウント数         | 15R or 10R or 5R・9C              | 15R or 8R or 6R・7C                                                           | 15R or 7R or 5R・7C            |
| 大当たりシステム             | 大当たりシステム             | ST                                | ST                                                                            | ST                             |
| 確変突入率                   | 確変突入率                   | 100/100（100%、ST20回）           | 100/100（100%、ST8回）                                                        | 100/100（100%、ST8回）         |
| 大当たりの内訳（始動口共通） | 大当たりの内訳（始動口共通） | 15R：22% 10R：39% 5R：39%         | 15R（ST8回+時短92回）：8% 8R（ST8回+時短32回）：53% 6R（ST8回+時短32回）：39% | 15R：25% 7R：37.5% 5R：37.5%   |
| 大当たり出玉                 | 大当たり出玉                 | 15R：1620個 10R：1080個 5R：540個 | 15R：1155個 8R：616個 6R：462個                                               | 15R：945個 7R：441個 5R：315個 |
| リミット                     | リミット                     | なし                              | なし                                                                          | なし                           |
| 電サポ                       | 確変                         | 大当たり終了後ST20回              | 大当たり終了後ST8回                                                           | 大当たり終了後ST8回            |
| 電サポ                       | 時短                         | ST終了後80回                      | ST終了後92回・32回                                                            | ST終了後32回                   |
| 保留の数                     | 保留の数                     | 上始動口4個+下始動口4個           | 上始動口4個+下始動口4個                                                       | 上始動口4個+下始動口4個        |
| 保留の優先消化               | 保留の優先消化               | なし（入賞順に消化）              | なし（入賞順に消化）                                                          | なし（入賞順に消化）           |